# Stausee Bitburg
Der Stausee Bitburg ist ein Hochwasserrückhaltebecken und liegt an der Prüm in Biersdorf am See und Wiersdorf in der Eifel, ca. zwölf Kilometer nordwestlich von Bitburg in Rheinland-Pfalz.
Der Staudamm, ein 15 Meter hoher Erddamm, wurde vom Zweckverband Stausee Bitburg zum Hochwasserschutz an einer Stelle erbaut, an der sich das enge und tief eingeschnittene Tal der Prüm zu einer Talmulde öffnet, die früher immer hochwassergefährdet war. Der etwa zwei Kilometer lange und bis zu neun Meter tiefe Stausee dient der Niedrigwasserregulierung, der Energiegewinnung, der Naherholung und ist ein beliebtes Ausflugsziel sowie ein touristisches Zentrum in der Südeifel geworden. Um den See herum gibt es einen vier Kilometer langen Rundweg und viele weitere Wanderwege, die nachts zum Teil beleuchtet sind. Hier beginnt auch das Wanderwegenetz des Deutsch-Luxemburgischen Naturparks.
An Sport- und Freizeitmöglichkeiten bieten sich Rudern, Paddeln, Surfen, Tretbootfahren, Inline-Skaten, Mountain-Biken, Badminton, Fahrradfahren und Angeln (Forellen) an. In der Mitte des Sees befindet sich eine große Fontäne.

## Bilder

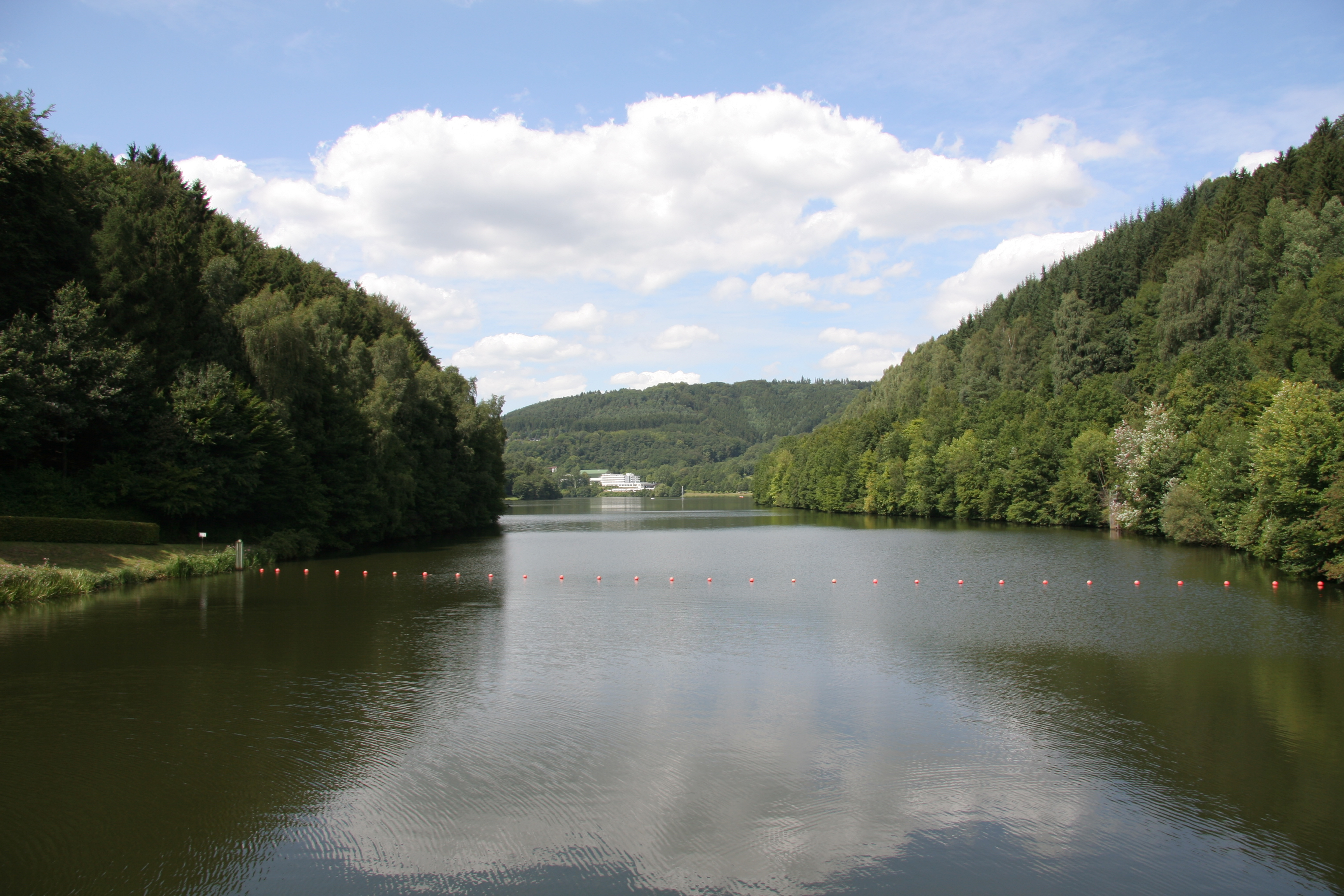
Blick seeseitig vom Damm aus
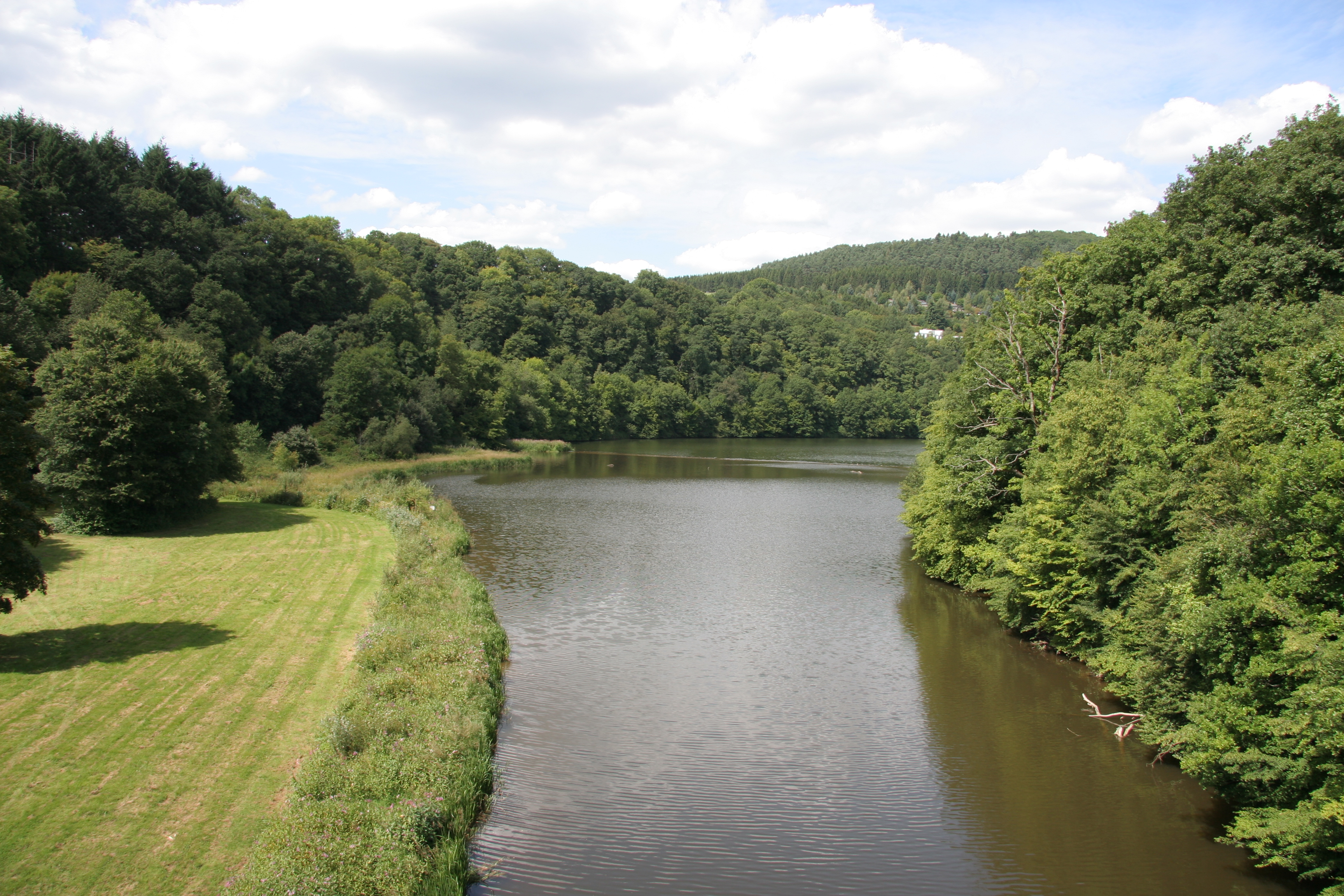
Zufluss der Prüm
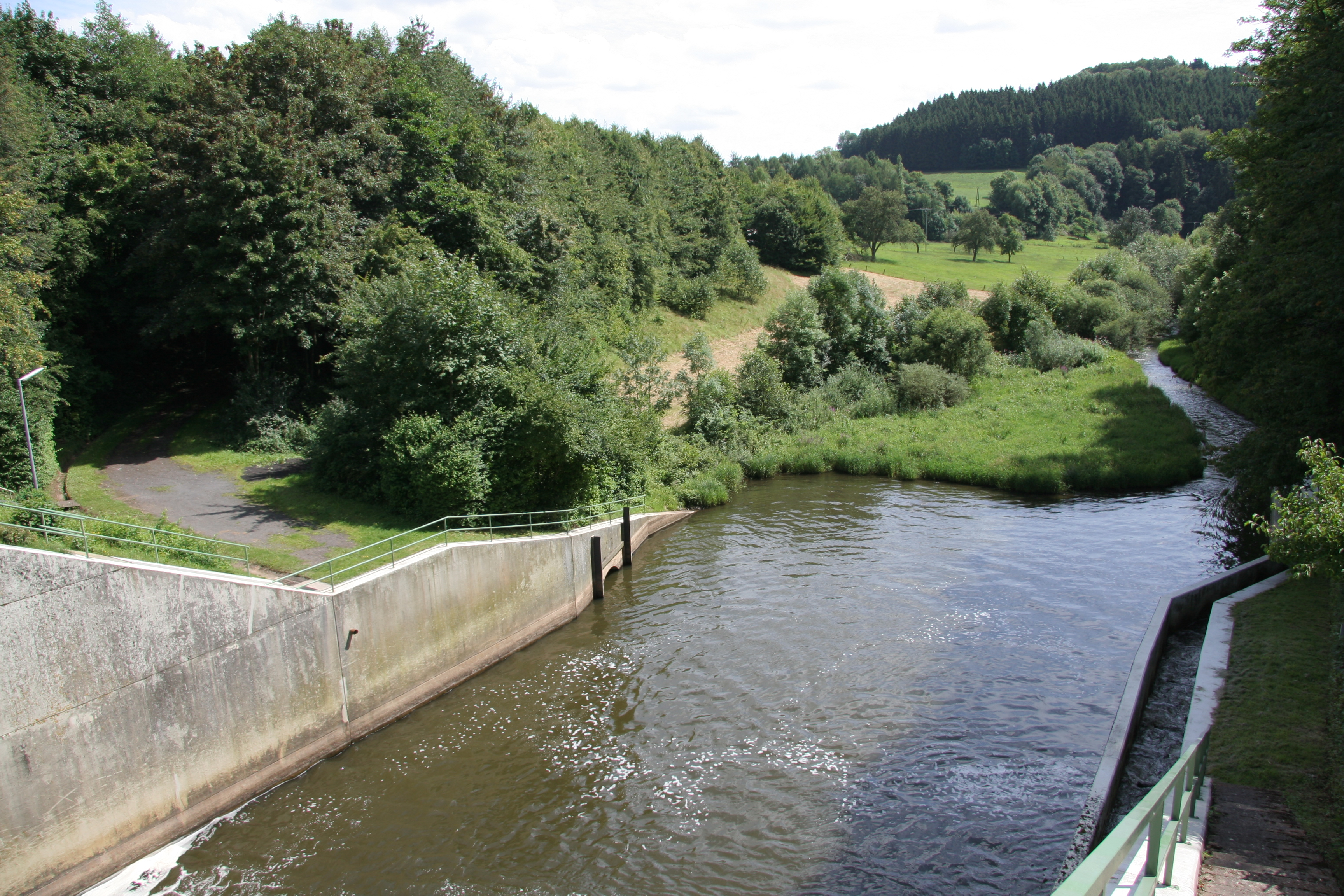
Abfluss der Prüm
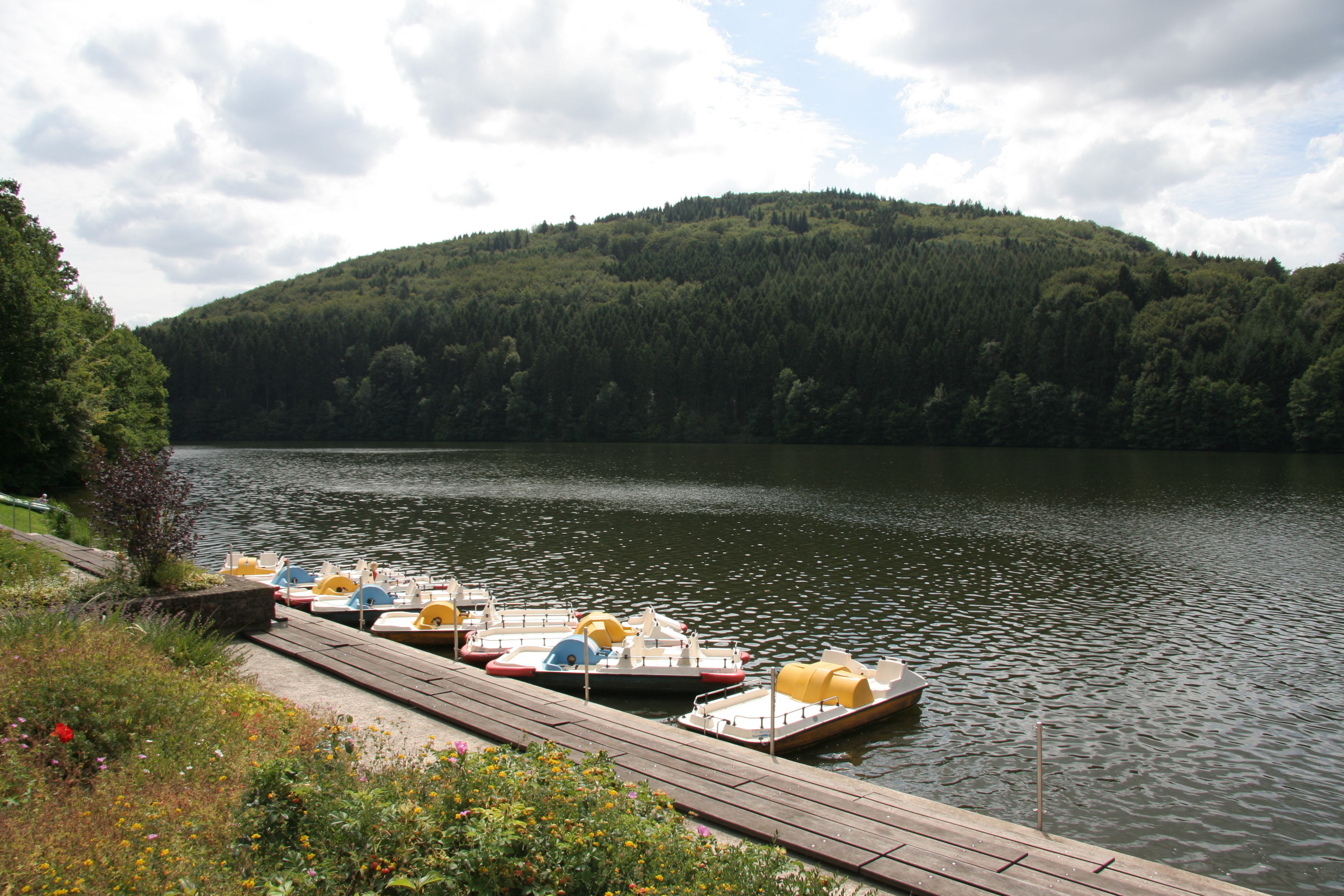
Bootsverleih
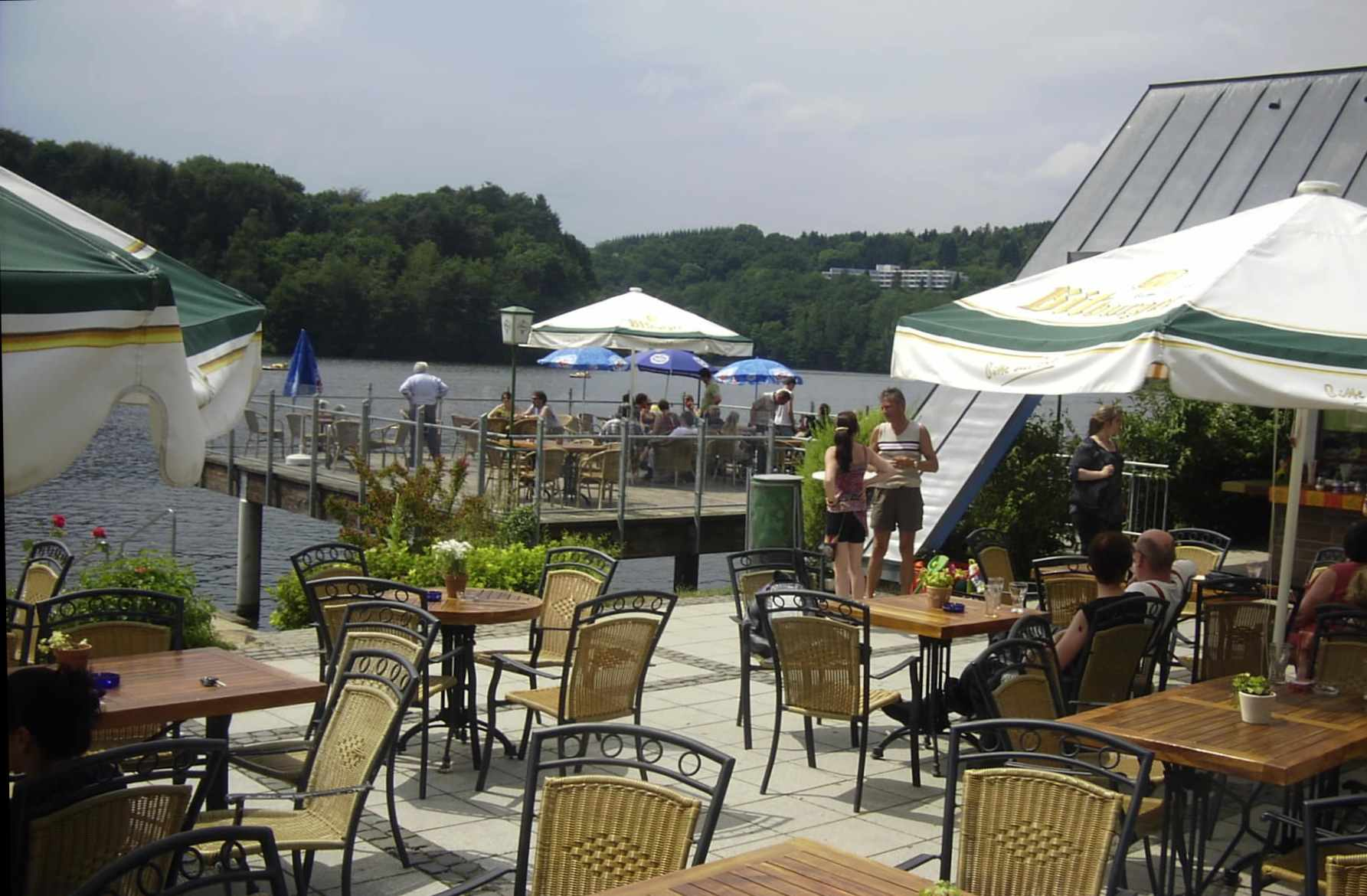
Gastronomie am Seeufer bei Biersdorf
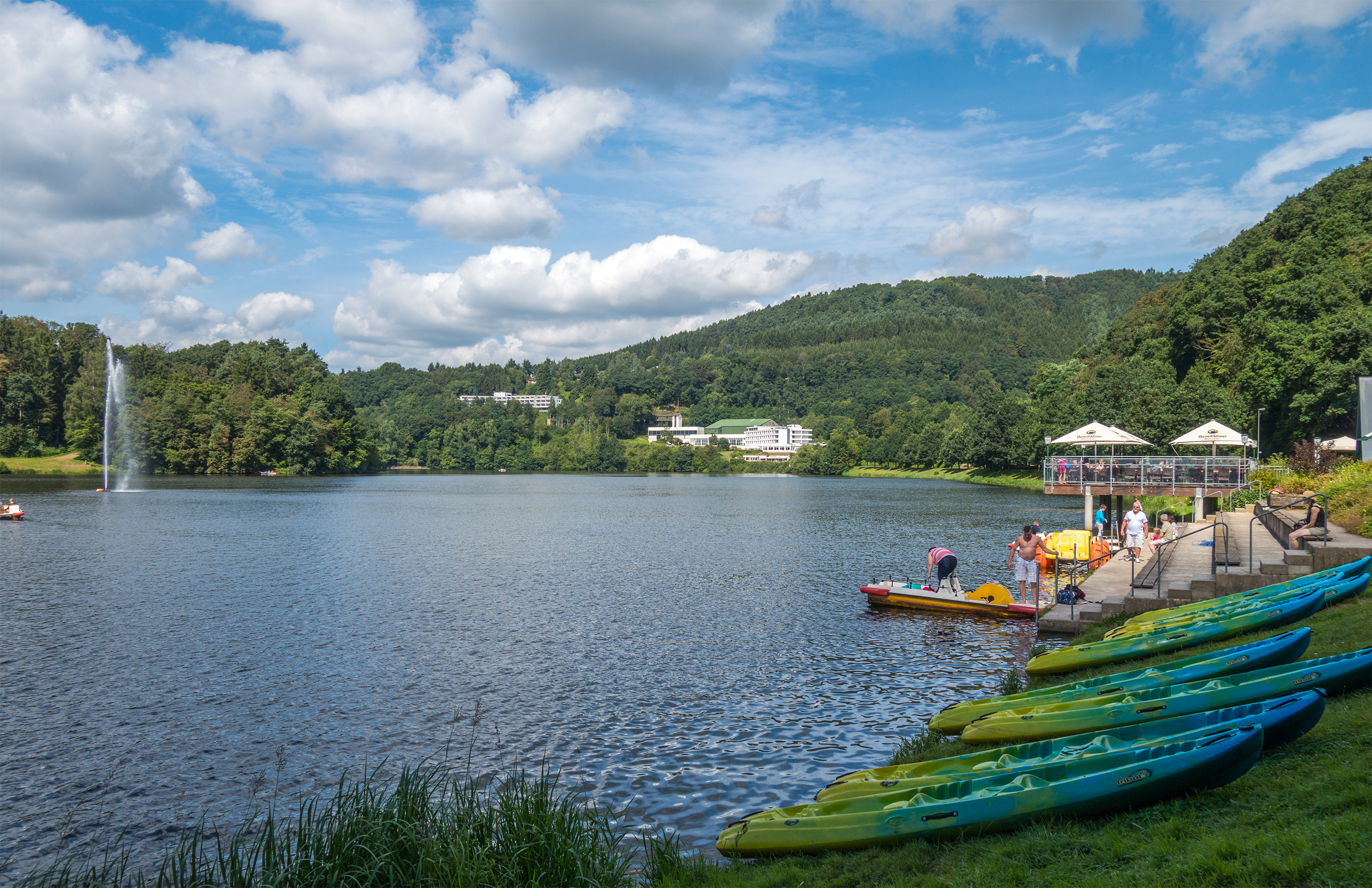
Ausblick auf die Hotels am nördlichen Ufer